# 1421 هـ
1421 هـ هي سنة في التقويم الهجري امتدت مقابلةً في التقويم الميلادي بين سنتي 2000 و2001.

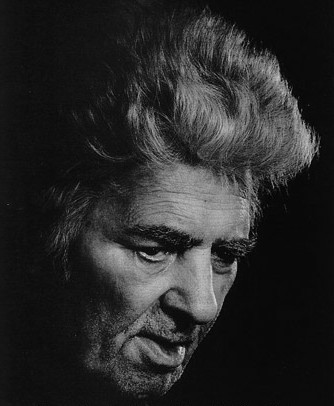
أحمد شاملو

## مواليد
- طلال باسم
- فيصل فهد السند الشراري

## وفيات
- أحمد شاملو
- أحمد الشرقاوي إقبال
- إبراهيم الحجار
- الحافظ خليل
- الهادي المبروك
- بدر نوفل
- ثابت ثابت
- ثريا إسفندياري
- حافظ الأسد
- حسيب يوسف
- حنا بطاطو
- رابح بيطاط
- سعد مأمون
- طلال مداح
- علي الأحمدي الميانجي
- غافن يونغ
- كميخ المريخي
- محجوب عبيد طه
- محمد أحمد علي سحلول
- محمد فؤاد سراج الدين
- محمد ناظم الندوي
- محمود الزعبي
- مشاري بن عبد العزيز آل سعود
- مصطفى متولي
- هلال السيالي
- يوسف أمين قصير
- حسن الإحقاقي
- حمد الجاسر
- صفوت الشوادفي
- محمد بن صالح العثيمين وهو عالم دين سعودي يعتبر من بين العلماء المتميزين في عصره له العديد من الفتاوى والمؤلفات والمحاضرات، توفي يوم الأربعاء 15شوال بمدينة جدة وتمت الصلاة عليه في المسجد الحرام ودفن في مكة المكرمة.